# 小行星6288
小行星6288（6288 Fouts）是一颗围绕太阳公转的小行星。1984年3月2日，亨利·德波鸿诺在拉西拉天文台发现了此天体。
这颗小行星的绝对星等为295.8863068243134等。